# Malak Hifnī Nāsif

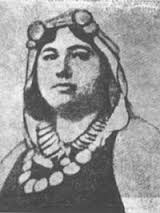
Malak Hifnī Nāsif

Malak Hifnī Nāsif (arabisch ملك حفني ناصف, DMG Malak Ḥifnī Nāṣif; * 25. Dezember 1886 in Kairo; † 17. Oktober 1918 ebenda) war eine ägyptische Frauenrechtlerin. Sie verfasste die erste öffentliche Proklamation der Frauenrechte in Ägypten.

## Leben
Malak Hifnī Nāsif wurde am 25. Dezember 1886 im Kairoer Stadtteil al-Ğamāliyya geboren. Da die Mutter häufig krank war, musste sie als Älteste schon früh Verantwortung für die sechs jüngeren Geschwister übernehmen. Ihr Vater war ein angesehener, sunnitischer Richter. Er war vom Nutzen der Frauenbildung überzeugt und schickte Malak zunächst auf eine private französische und dann auf eine staatliche Mädchenschule, wo sie zum ersten Jahrgang gehörte, der die Abschlussprüfung für Primarschulen ablegte. Sie wechselte auf ein Lehrerinnenkolleg, an dem sie 1903 ebenfalls zum ersten Absolventenjahrgang gehörte. Nach weiteren Praktika erhielt sie 1905 die Lehrerlaubnis und arbeitete bis zur Eheschließung 1907 in diesem Beruf.
Ihr Ehemann ʿAbd as-Sattār al-Bāsil war das Oberhaupt eines Beduinenstamms im Fayyūm. 1907 gehörte er zu den Mitbegründern der gemäßigt-liberalen Volkspartei (Hizb al-Umma). Erst nach ihrer Hochzeit erfuhr Nāsif, dass er bereits eine Tochter aus einer früheren Ehe hatte; ihre eigene Ehe blieb kinderlos. Die beiden unternahmen mehrere Reisen ins Ausland, unter anderem in die Türkei; auch waren gelegentlich Ausländer in ihrem Haus zu Gast. Nāsif sprach fließend Englisch, Französisch, Arabisch, Türkisch sowie den lokalen Beduinen-Dialekt. 1908 begann sie ihre publizistische Karriere (siehe unten), da sie als verheiratete Frau nicht mehr als Lehrerin arbeiten durfte.

## Die frühe ägyptische Frauenbewegung
Problematisch war die Lage ägyptischer Frauenrechtlerinnen dadurch, dass die britische Kolonialverwaltung den Feminismus propagierte, auch wenn zur selben Zeit in Großbritannien die Suffragetten bekämpft wurden. In britischen Augen gehörten der Schleier und die Geschlechtertrennung zu den Ursachen der Rückständigkeit der muslimischen Gesellschaft. Auf ägyptischer Seite geriet der Feminismus – für den es im Arabischen noch nicht einmal eine eigene Vokabel gab – dadurch in den Ruf, ein Instrument der Briten zu sein, geschaffen, die eigene Kultur zu vernichten.
Frauen hatten erstmals in den 1880er-Jahren in der ägyptischen Presse publiziert, wobei es sich meist um syrische Christinnen handelte. In aller Regel schrieben die Autorinnen unter Pseudonym; wenn sie offen als Frauen auftraten, betonten sie häufig in ihren Artikeln, dass sie zuvor alle häuslichen und familiären Pflichten erfüllt hatten. Erleichtert wurde ihnen der Zugang zum Journalismus dadurch, dass Schriftstellerei als freier Beruf galt, der keinen Zunftbeschränkungen unterlag. Die erste muslimische Araberin publizierte ab 1889, spezielle Zeitschriften für Frauen erschienen ab 1892.
1899 veröffentlichte der muslimische Richter Qāsim Amīn sein Buch Tahrīr al-marʾa (Die Befreiung der Frau), in dem er die Abschaffung von Schleier und Geschlechtertrennung forderte und überdies behauptete, dass dies mit dem Islam vereinbar sei. Die Diskussion solcher Thesen beschränkte sich zunächst auf die städtische Ober- und Mittelschicht. Dort gab es ab Ende des 19. Jahrhunderts auch erstmals Vereine, in denen Frauen die Teilnahme an der Gesellschaft einüben konnten. Sie lernten hier Wahlen abzuhalten, mit Finanzen umzugehen, zu reden und zu diskutieren.

## Feminismus auf der Basis des Korans
Bereits als Schülerin hatte Nāsif erste Zeitungsartikel verfasst; nachdem sie durch ihre Heirat den Lehrerinnenberuf hatte aufgeben müssen, erkannte sie hier eine Möglichkeit der Berufsausübung. Anders als die meisten ihrer Kolleginnen schrieb sie von Anfang an nicht für spezielle Frauenzeitschriften, sondern für die allgemeine Presse. Die meisten ihrer Artikel erschienen in der liberalen Zeitung al-Ğarīda, die von der Volkspartei herausgegeben wurde. Ihr erster Beitrag aus Anlass des Todes von Qāsim Amīn datiert hier in den Juni 1908, und bald erhielt sie eine eigene Kolumne „an-Nisā’iyyāt“ (deutsch so viel wie: Aus der Welt der Frau, erst später erhielt dieser Begriff die Bedeutung von „Feminismus“) eingeräumt. Der Schwerpunkt ihrer Publikationstätigkeit fällt in die Jahre 1908 bis 1911; heute lassen sich noch 49 Artikel nachweisen. al-Ğarīda hatte eine Auflage von etwa 4200. Sie wurde vor allem in der Oberschicht gelesen; allerdings ist dokumentiert, dass Zeitungen auch häufig in privaten Versammlungen vorgelesen wurden, sodass ihre Artikel in einer noch weitgehend analphabetischen Gesellschaft auch weitere Kreise erreicht haben mögen.
Nāsif schrieb unter dem Pseudonym „Sucherin in der Wüste“, das folglich nicht mehr die Funktion hatte, ihre Identität als Frau zu verschleiern. In ihren Artikeln entwickelte sie einen Feminismus auf der Basis des Korans. Sie betonte die prinzipielle Gleichwertigkeit der Geschlechter, woraus sie ableitete, dass Frauen nicht von Bildung ausgeschlossen werden durften. Als ehemalige Lehrerin machte sie detaillierte Vorschläge zur Verbesserung der Schulen.
In der traditionellen Geschlechtertrennung sah Nāsif weiterhin die Voraussetzung für die Wahrung von Sitte und Anstand. Sie akzeptierte die althergebrachte Arbeitsteilung von Männern und Frauen, betonte aber, dass deren jeweilige Aufgabenbereiche gleichwertig seien. Frauen hätten durchaus die intellektuellen und körperlichen Fähigkeiten, einen Beruf auszuüben. So könnten unverheiratete und geschiedene Frauen in der Bildung, im Gesundheitswesen und in der Publizistik arbeiten, sowie sich für wohltätige Zwecke engagieren. Für die Verheiratung junger Mädchen forderte Nāsif, ein Mindestalter von 16 Jahren einzuführen, außerdem sollten Frauen das Recht haben, ihren Bräutigam vor der Hochzeit sehen zu dürfen. Die Ehe sollte auf gegenseitiger Sympathie beruhen. Sie schlug eine juristische Instanz vor, die über eine Scheidung oder über die Hinzunahme einer weiteren Ehefrau zu entscheiden hätte.
Die Entschleierung lehnte Nāsif nicht prinzipiell ab, hielt ihre Gesellschaft für diesen Schritt aber noch nicht für reif genug. Sie selbst ging in der Öffentlichkeit immer verschleiert und kleidete sich in Schwarz. Allerdings ließ sie sich unverschleiert fotografieren und stimmte als erste ägyptische Frau der Veröffentlichung ihres Bildes zu. Die Gepflogenheiten westlicher Gesellschaften dürften nicht unkritisch übernommen werden, da so die eigene kulturelle Identität verloren gehe. Zusammengefasst plädierte Nāsif für einen eigenen, islamischen Weg in die Moderne.
1909 hielt Nāsif als erste arabische Frau vor über hundert Zuhörerinnen eine Rede, die in zahlreichen Zeitschriften nachgedruckt wurde. 1910 folgte eine zweite Rede in der Ägyptischen Universität, wo eigene Vorlesungen für Frauen eingerichtet worden waren. Nāsif brachte ihre Beiträge im Oktober 1910 auch in Buchform heraus, was damals auch für männliche Journalisten noch ungewöhnlich war und nur noch für eine weitere Frau dokumentiert ist. Ihr Buch unter dem Titel an-Nisā’iyyāt wurde in den Jahren 1925, 1962 sowie 1998 neu aufgelegt.
1911 wurden zum ersten Mal in Ägypten die Frauenrechte öffentlich proklamiert, als das erste ägyptische Parlament vom 29. April bis 4. Mai in Heliopolis tagte. Grundlage war eine zehn Punkte umfassende Erklärung, die Nāsif aus ihren bis dahin veröffentlichten Artikeln formuliert hatte. Da sie selbst als Frau nicht auftreten durfte, trug ein Mann ihre Vorschläge zur Verbesserung der Lage der ägyptischen Frau vor. Das Parlament lehnte sie fast durchweg ab. Wegen ihres politischen Engagements wollten die Briten sie zunächst verbannen, begnügten sich dann aber mit einem Hausarrest. In den folgenden Jahren verstummte Nāsif auch wegen einer langwierigen, lebensbedrohlichen Krankheit fast ganz. Eine ihrer letzten Aktivitäten war 1916 die Gründung einer Krankenpflegeschule.
Kurz vor ihrem Tod arbeitete Malak Hifnī Nāsif noch an einem Buch über die Rechte der Frau. Am 17. Oktober 1918 (nach islamischer Zeitrechnung: 11. Muharram 1337) starb sie an der Spanischen Grippe. Im Dezember fand eine Trauerfeier in der Ägyptischen Universität statt – die erste öffentliche Trauerfeier für eine Frau in Ägypten. Eine ausschließlich Frauen vorbehaltene Gedächtnisfeier musste wegen der Seuche um ein Jahr verschoben werden.

## Zitate
Malak Hifnī Nāsif: „Denn eure Verderbtheit ist die Hauptursache für unsere Verschleierung!“